# NPO Radio 1

Logo bis 19. August 2014

NPO Radio 1 (bis 19. August 2014 Radio 1) ist das erste Hörfunkprogramm der niederländischen öffentlich-rechtlichen Rundfunkanstalt Nederlandse Publieke Omroep.

## Geschichte
Der Sender startete im Jahr 1947 als „Hilversum 2“. Bis zum 1. Dezember 1985 sendete man unter diesem Namen. Seit dem 19. August 2014 trägt der Sender den Zusatz NPO im Namen.

## Programm
Das Programm von NPO Radio 1 ist vergleichbar mit dem Deutschlandfunk. Es besteht überwiegend aus Nachrichten, Gesprächen und Interviews sowie Reportagen. Der Musikanteil des Programms ist gering. Zwischen den Beiträgen wird Werbung gesendet.

## Empfang
Das Programm wird in den Niederlanden über Kabel, UKW und DAB ausgestrahlt. Auch über Satellit ist der Sender als „NL-Radio 1“ frei zu empfangen (Astra 19,2° Ost, 12.344 MHz horizontal, SR 27.500kS, FEC 3/4). Von 1950 bis 2001 wurde das Programm auch über Mittelwelle ausgestrahlt.
Wegen des Einsturzes des Senders Smilde am 15. Juli 2011 konnten weite Teile der Niederlande nicht mehr mit Hörfunkprogrammen über UKW und DAB versorgt werden. Deshalb wurde am 4. August 2011 der am 27. März 2011 stillgelegte britische Mittelwellensender Orfordness angemietet, um die betroffenen Regionen mit dem Programm von NPO Radio 1 versorgen zu können. Die Mittelwellensendeanlage wurde am 22. September 2011 wieder abgeschaltet.